# Claudine Delvaux
Claudine Delvaux est une actrice française, ancienne élève du Conservatoire de Rouen.

## Filmographie

### Cinéma
- 1980 : Un mauvais fils : Suzanne, patronne du café
- 1980 : Chère inconnue
- 1982 : Tête à claques : la patronne du garage
- 1983 : P'tit Con : Maryse
- 1985 : Ça n'arrive qu'à moi : La patronne du bistrot
- 1988 : Camille Claudel : la concierge
- 1989 : Les Bois noirs : Rose Charles
- 1994 : Elles n'oublient jamais : Voix au téléphone
- 2001 : La Chambre des officiers : Infirmière à la maternité

### Télévision
- 1978 : Les Folies Offenbach, épisode La Valse oubliée de Michel Boisrond
- 1991 : Honorin et la Loreleï : Mélanie
- 1993 : Polly West est de retour : Justine
- 2000 : Piège en haute sphère d'Aruna Villiers : Nicole
- 2005 : Père et Maire : Colette (Épisode 13 - Votez pour moi)

## Théâtre
- 1968 : Gugusse : Minna (Théâtre de la Michodière)
- 2023 : Fin de partie de Samuel Beckett, mise en scène Jacques Osinski : Nell (Théâtre de l'Atelier)